# Peteroma conita
Peteroma conita är en fjärilsart som beskrevs av William Schaus 1906. Peteroma conita ingår i släktet Peteroma och familjen nattflyn. Inga underarter finns listade i Catalogue of Life.